# Helina pyriforma
Helina pyriforma este o specie de muște din genul Helina, familia Muscidae, descrisă de Feng și Xue în anul 2004. Conform Catalogue of Life specia Helina pyriforma nu are subspecii cunoscute.